# Catedral de Guadix
La catedral de la Encarnación de Guadix es un templo catedralicio de culto católico, situado en la ciudad de Guadix, provincia de Granada, España. Su construcción se inició en el siglo XVI y terminó a finales del siglo XVIII. Construida sobre la antigua mezquita aljama de la ciudad, fue consagrada como catedral en 1492, siendo la primera obra de la nueva catedral un primer núcleo en gótico tardío realizado por Pedro de Morales en la década de 1510-20, aunque Diego de Siloé proyectó la nueva catedral en estilo renacentista en 1549 y, tras un largo periodo de ausencia de obras por cuestiones económicas, las obras se concluyeron en estilo barroco por arquitectos como Vicente Acero y Gaspar Cayón de la Vega.

## Historia

### Orígenes
La tradición sugiere que Guadix fue una ciudad fundada por Torcuato, uno de los siete varones apostólicos que ayudaron al apóstol Santiago a predicar el cristianismo en la península ibérica, quien fundó Acci y la primera diócesis en la península en el siglo I. Aunque no se han hallado restos arqueológicos, habría una iglesia en época visigoda en este lugar, mientras que en tiempos de la dominación musulmana, se construyó la mezquita aljama en la misma zona. Tras la conquista castellana de la ciudad por los Reyes Católicos en 1489, se restableció la sede episcopal, denominada iglesia de Santa María de la Encarnación, que, situada en la misma mezquita, pasó a ser catedral por bula del papa Inocencio VIII en 1492.

### Construcción
Pronto se pensó en erigir una catedral nueva, que estuviera a la altura de la ciudad recientemente cristianizada y que fuese símbolo para la población, por lo que se realizó un nuevo cuerpo gótico que corresponde al actual coro y trascoro, realizado por Pedro de Morales entre los años 1510 y 1520. Sin embargo, el proyecto gótico ya estaba anticuado para los tiempos que entonces corrían y muchas personas, entre ellas el cardenal Gaspar Ávalos de la Cueva, pidieron que la nueva catedral fuese más moderna.
Se encargan entonces al burgalés Diego de Siloé los planos del templo en 1549, en los que se nota la influencia renacentista de las catedrales de Málaga y Granada. La obra de Siloé se concreta en el ábside, parte del crucero, la capilla de Don Tadeo y parte de la sacristía; además intervinieron en las obras Francisco Roldán y Francisco Antero, entre otros. Diego de Siloé proyectó en la capilla mayor, de estilo renacentista, con alternancia de líneas rectas y curvas, así como una profusa decoración de estilo clásico y un entablamento muy desarrollado. En esos momentos se proyecta la construcción de una torre que se convirtiera en la seña de identidad de la ciudad, en la que trabajaron los hermanos de Freyla, Pedro y Miguel, cuyas obras se prolongaron durante varios años.
Debido a crisis económica tras la rebelión de los moriscos, en 1574 las obras se paralizan por falta de presupuesto hasta el año 1594, en que el obispo Juan de Fonseca prosigue con el proyecto, y en 1632 se realizó el segundo cuerpo de la torre y la sacristía. Durante estas décadas el templo sigue estando dividido entre las obras góticas y la antigua mezquita, hasta que en 1713 se retoman las obras, que reciben un nuevo impulso contando con ayuda económica del rey Felipe V. El nuevo proyecto se encarga al maestro mayor de la catedral de Jaén, Blas Antonio Delgado, que acusa cambios en el trazado, con una nueva tendencia horizontal de las líneas. El arquitecto perfila las trazas generales de la catedral, los alzados, las puertas y la cúpula, hasta que en 1714 tiene que marcharse a Jaén y se hace cargo de las obras Vicente Acero, que cambiará el proyecto, eliminando y añadiendo elementos, como bóvedas y capillas. Acero también tiene que dejar las obras y el Cabildo llama a Hurtado para la continuación, pero este recomendará a Gaspar Cayón de la Vega para el puesto; este último se convertirá en el máximo artífice del templo en 1718 y su huella se plasmará en las últimas fases de construcción, en las bóvedas y en la cúpula, terminando la portada de las Azucenas que comenzó Vicente Acero. Cuando en 1731 Cayón de la Vega deja la ciudad para marcharse a Cádiz, la fachada se estaba construyendo según su proyecto; pero otros maestros como Vicente Acero, Pachote o Thomas se hacen cargo de las obras y añadirán piezas no proyectadas por Cayón.

## Exterior

### Portada principal

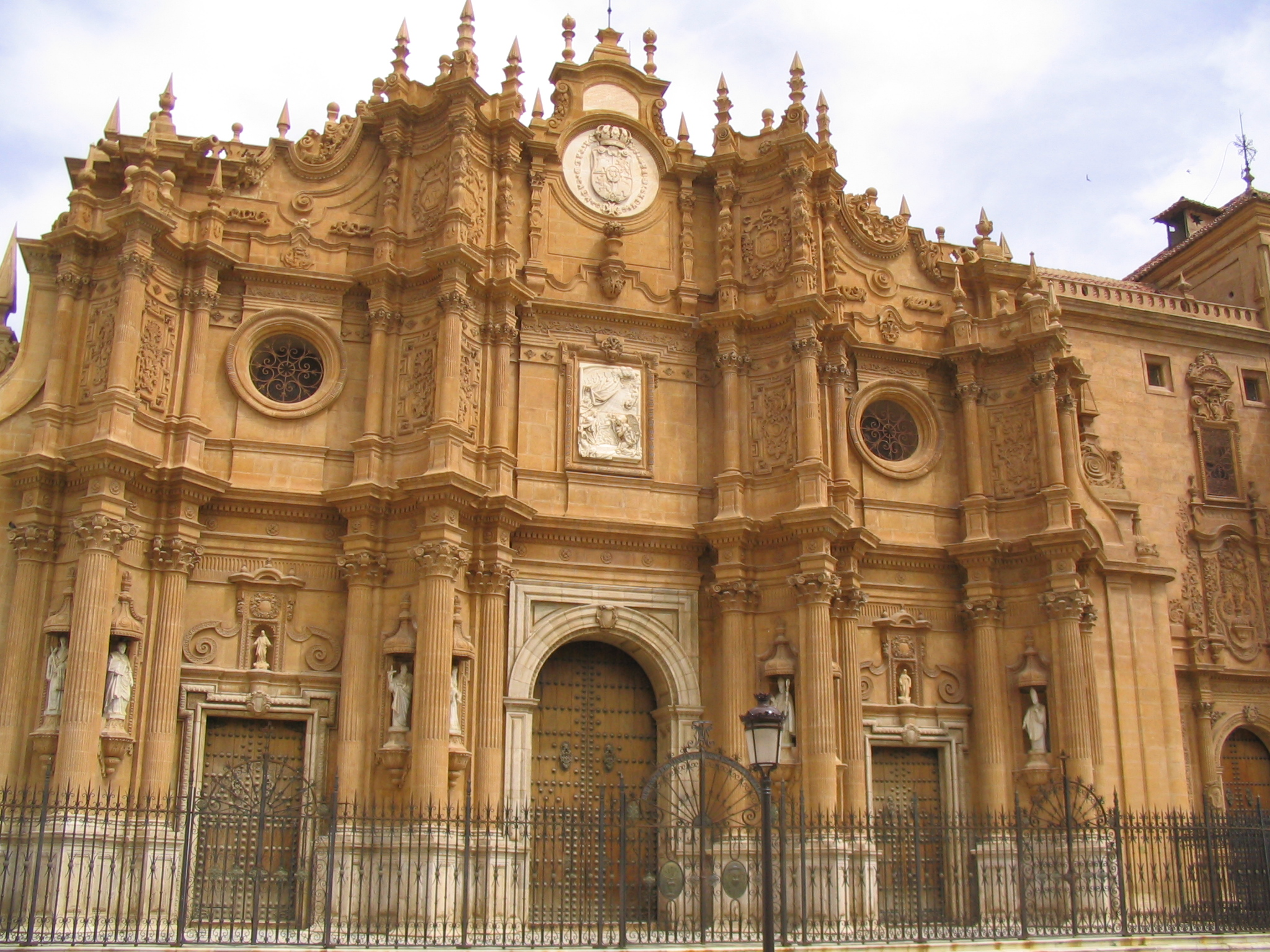
Fachada principal o de la Encarnación de la Catedral

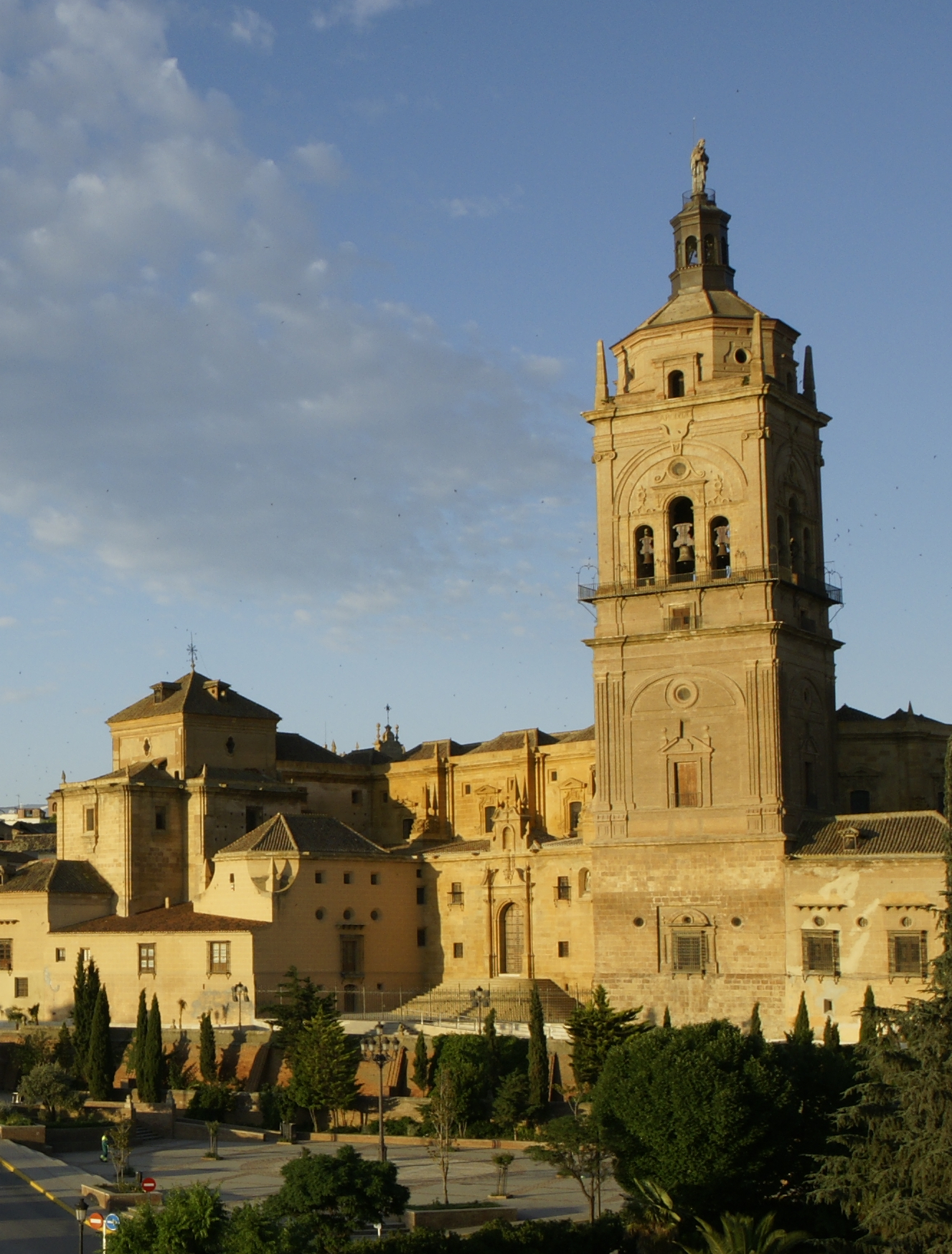
El campanario fue construido en tres cuerpos con remate octogonal y chapitel, rematado por una figura del Sagrado Corazón de Jesús

La fachada principal es conocida como portada de la Encarnación y es una espléndida muestra de arte barroco, con tres cuerpos caracterizados por la alternancia en el muro de líneas cóncavas y convexas; un vano central, más grande y de medio punto, flanqueado por dos adintelados, entre grupos de columnas con gran basamento. La portada se realizó entre 1754 y 1799, tal y como muestra una inscripción su parte superior, siendo el primer cuerpo construido por Gaspar Cayón y Pedro Fernández Pachote donde se aprecian unas hornacinas con las figuras marmóreas de san Pedro y los siete varones apostólicos. Estas figuras se reconstruyeron en 1992 por María Ángeles Lázaro Guil, ya que los originales fueron destruidos durante la Guerra civil española. El segundo cuerpo muestra dos óculos a los lados y un relieve de mármol de la Encarnación, obra del canónigo de la catedral Antonio Valeriano Moyano. Finalmente, en el tercer cuerpo se encuentra el escudo real del rey Felipe V, quien apoyó las obras y en cuyo reinado en 1799 se dio por terminada la construcción, tal y como muestra una inscripción por encima del emblema real.
Deo-homini matris / Virg. Intemeratae / Servatori. Sacrum / Ferdinandus et Isabela / Primi dicarunt / PII. Borbonii nepotes clerus / Populus Q. Accitanus renovarunt / AB. AN. CIC. IC.CC. XIII AD CIC IC CC XC IX / Aere decimali

### Portada de Santiago
Situada en la fachada sur, fue construida durante el siglo XVIII por Vicente Acero. Entre sus columnas se encuentran azucenas, símbolo de la catedral, mientras que en la hornacina se halla una figura de Santiago realizada por Francisco Moreno. Se aprecian las iniciales F e Y, aludiendo al rey Felipe V y su esposa Isabel Farnesio.

### Portada de Torcuato
Situada en la fachada norte, fue realizada por Gaspar Cayón en 1728, en cuya hornacina se hallaba una escultura de Torcuato, desaparecida desde la Guerra civil española. Sin embargo, a la derecha de la portada en otra hornacina sí que existe otra escultura del santo.

### Campanario
El primer cuerpo del campanario fue realizado en piedra por Diego de Siloé en 1556, en cuyo interior se encuentra la sacristía; el segundo cuerpo está construido en ladrillo y se realizó en el siglo XVII cuando las obras de la catedral estaban paralizadas; mientras que el tercer cuerpo también es de ladrillo y fue erigido en el siglo XVIII. La torre está rematada por una linterna de 1863 de Juan Pugnaire y un chapitel con la figura del Sagrado Corazón de Jesús de 1945 de Amadeo Ruiz Olmos. Esta escultura tenía un mecanismo que permitía girarlo, aunque actualmente se encuentra estropeado y no cumple su función de mirar hacia los dos barrios de la ciudad. Trece de las quince campanas fueron fundidas en el siglo XX, excepto las del remate octogonal, la que da las horas es de 1580, mientras que la de los cuartos se realizó en 1759. Pertenece a la diócesis de Guadix.

## Interior

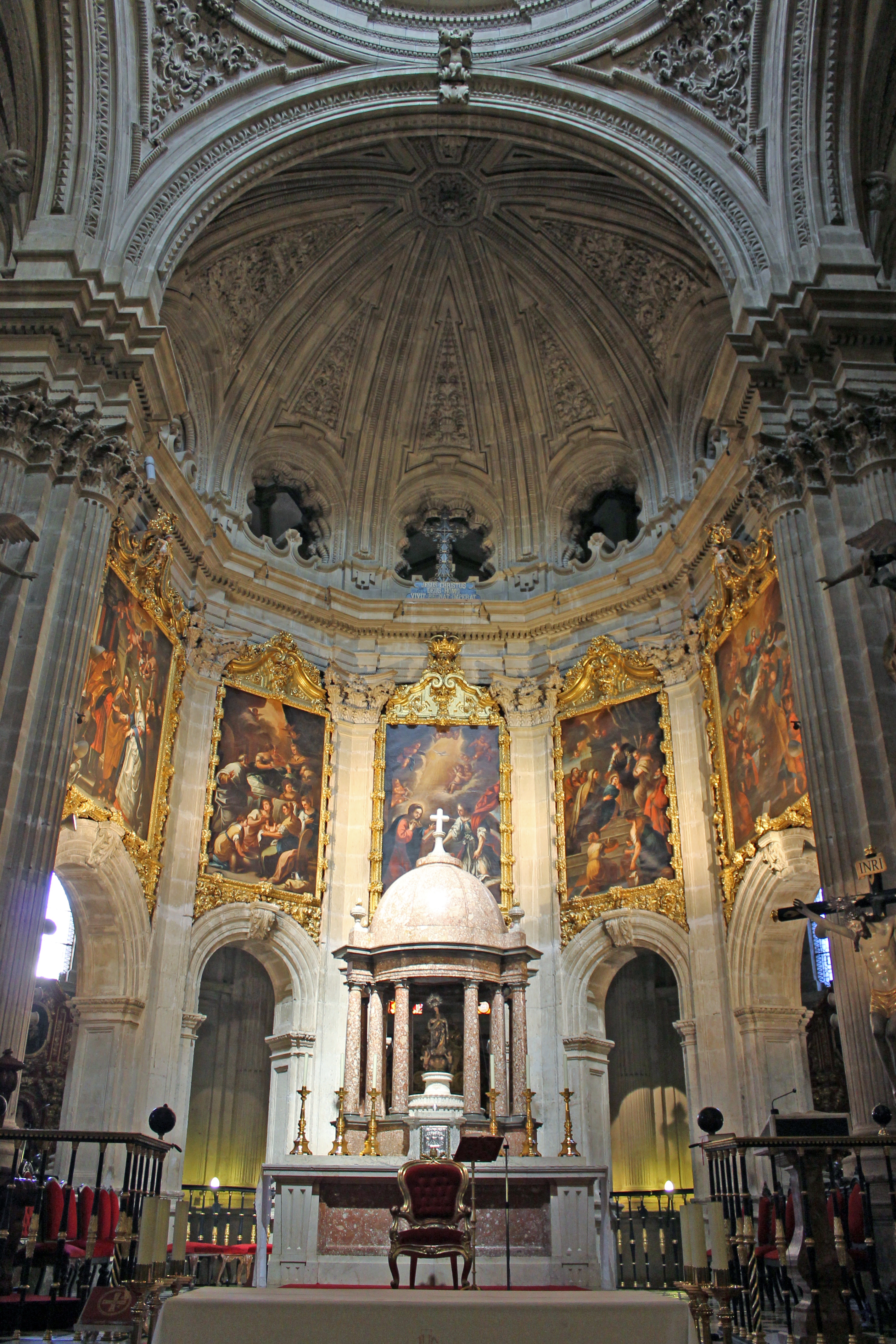
Capilla mayor

### Capilla mayor
La capilla mayor fue realizada por Gaspar Cayón y Vicente Acero en torno a 1730 y está presidida por un tabernáculo de mármol rosa y realizado por Domingo Lois Monteagudo, mientras que se observan cinco lienzos representando, de izquierda a derecha, los Desposorios de la Virgen, la Natividad de la Virgen, la Encarnación en el centro, la Presentación de la Virgen en el templo y la Asunción a los cielos, todos obra del pintor Fernando Marín Chaves. Asimismo, en la girola se exhiben otros cinco lienzos más pequeños representando la Visitación de María a su prima Isabel, la Adoración de los pastores, la Circuncisión, la Adoración de los Magos y la Huida a Egipto.

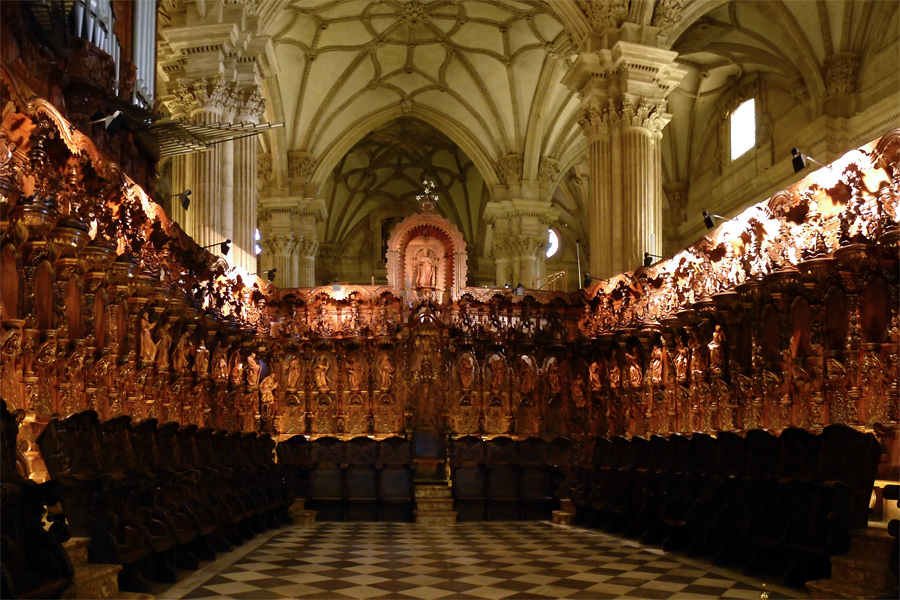
Coro y parte de las bóvedas

### Coro y trascoro
El primer coro mencionado en las fuentes se construyó en madera en 1531 por Martín Bello, aunque, debido al gran deterioro del mismo, en 1741 el cabildo catedralicio decidió la realización de uno nuevo en madera de ciprés, encargado a Pedro Fernández Pachote, quien se hizo cargo de la sillería, mientras la imaginería fue obra de Torcuato Ruiz del Peral. La obra de imaginería se alargó hasta 1772, abandonando Ruiz del Peral por cuestiones de salud cuando la obra estaba prácticamente acabada, aunque no se concluyó finalmente hasta 1781. Durante la Guerra civil española casi todos los relieves fueron destruidos, por lo que la imaginería actual es producto de una reconstrucción del escultor Ángel Asenjo Fenoy terminada en 2018.
El trascoro es una obra neoclásica de mediados del siglo XVIII realizada por Domingo Lois Monteagudo con mármol rosa. Está compuesto con tres hornacinas con imagen central de la Virgen del Pilar, regalo de Zaragoza a la catedral de Guadix, y las laterales de san Antonio de Padua y el arcángel Miguel.

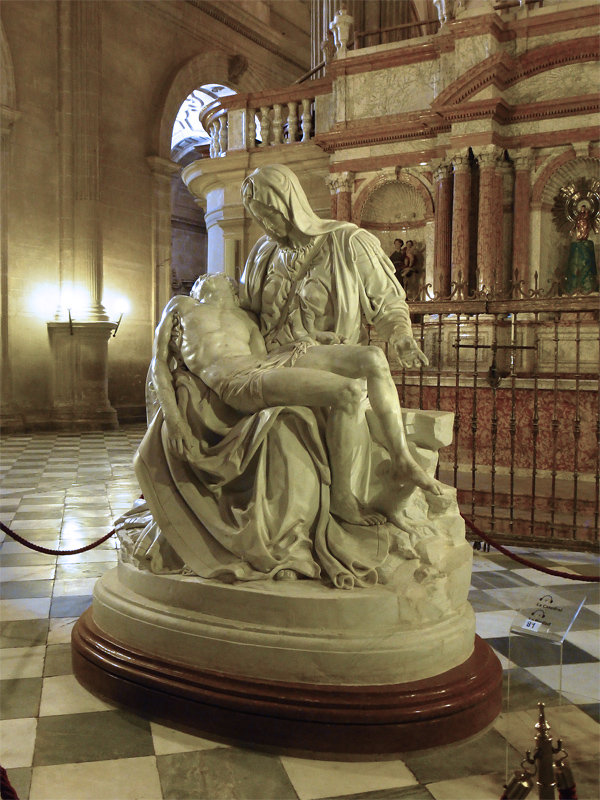
Copia de la Piedad del Vaticano realizada en 1930 y reconstruida en 2001

### Capilla de san Torcuato
Obra del arquitecto Diego de Siloé en el siglo XVI en su origen, el retablo en realidad se realizó en 1736 por Francisco Moreno y muestra la figura del santo Torcuato, fundador de la diócesis y de la ciudad, flanqueado por seis esculturas que representan a los varones apostólicos restantes. En la parte superior del retablo se muestra el bautismo de santa Luparia, que, según la tradición, fue la primera mujer en recibir el bautismo de san Torcuato. Bajo el altar, en una urna de plata, se encuentra los restos del obispo Manuel Medina Olmos, obispo entre 1928 y 1936, asesinado durante la Guerra civil española y beatificado por el papa Juan Pablo II en 1993.

### Piedad de Miguel Ángel
En 1930, Manuel Martínez-Carrasco Reyes y Almansa, director del Colegio Español de Bolonia, adquirió una reproducción de la Piedad del Vaticano de Miguel Ángel, cuya original se encuentra en la Basílica de san Pedro. La escultura fue trasladada a la iglesia de Santiago de Guadix para ser instalada en su panteón familiar. Sin embargo, la obra fue destruida durante la Guerra civil española y sus restos fueron hallados en 1970. En 2001, con ayuda de la Junta de Andalucía, la escultora María Ángeles Lázaro Guil restauró la escultura, que fue trasladada desde la iglesia de Santiago hasta la catedral de Guadix.